# Ʊ̰
Cette page contient des caractères spéciaux ou non latins. S’ils s’affichent mal (▯, ?, etc.), consultez la page d’aide Unicode.
Ʊ̰ (minuscule : ʊ̰, ou upsilon tilde souscrit, est un graphème parfois utilisé dans l'écriture du koulango ou utilisé dans certaines transcriptions phonétiques. Il s’agit de la lettre Ʊ diacritée d'un tilde souscrit.

## Utilisation
En koulango, certains auteurs, dont Ilaria Micheli, utilisent l’upsilon tilde souscrit. Il est parfois plutôt transcrit avec ʋ̰.

## Représentations informatiques
L’upsilon tilde souscrit peut être représenté avec les caractères Unicode suivants :
- décomposé (latin étendu – B, alphabet phonétique international, diacritiques) :

| formes    | représentations | chaînes de caractères | points de code | descriptions                                               |
| --------- | --------------- | --------------------- | -------------- | ---------------------------------------------------------- |
| capitale  | Ʊ̰               | Ʊ◌̰                    | U+01B1 U+0330  | lettre majuscule latine upsilon diacritique tilde souscrit |
| minuscule | ʊ̰               | ʊ◌̰                    | U+028A U+0330  | lettre minuscule latine upsilon diacritique tilde souscrit |